# Olympijský stadion (Amsterdam)
Olympijský stadion v Amsterdamu byl postaven jako hlavní stadion pro Letní olympijské hry 1928. Jeho architektem byl Jan Wils a je jedním z nejkrásnějších[zdroj⁠?!] příkladů takzvané amsterdamské školy, doplňujíce tak okolní čtvrť navrženou H. P. Berlagem. Návrh stadionu získal zlatou medaili v architektonické soutěži LOH 1928.
Olympijské hry v roce 1928 přinesly myšlenku olympijského ohně. Ten poprvé v historii zaplál na věži olympijského stadionu.
Původně měl stadion kapacitu 34 000 diváků, avšak poté co byl roku 1937 v Rotterdamu postaven stadion De Kuip, rozhodla amsterdamská radnice o navýšení kapacity na 64 000 míst.
Po olympijských hrách sloužil stadion různým sportovním aktivitám, jako atletice, závodům na ploché dráze, pozemnímu hokeji nebo cyklistice (v roce 1954 se odsud startovala Tour de France). Nejpopulárnějším sportem byl ovšem fotbal – stadion byl domovem dvou klubů, Blauw Wit FC a BVC Amsterdam (které se později spojily v FC Amsterdam). AFC Ajax používal stadion pro zápasy kde se očekával velký zájem diváků nebo kde bylo třeba umělého osvětlení místo svého vlastního stadionu De Meer. V zimě je příležitostně využíván k rychlobruslení, konaly se zde nizozemské šampionáty a také Mistrovství světa ve víceboji 2018.
V roce 1978 uvažovalo vedení města o zbourání stadionu. Ten však byl posléze zapsán jako národní památka a k demolici nedošlo. Poté, co byla v roce 1996 postavena Amsterdam ArenA, kam se přestěhoval Ajax, prošel stadion rekonstrukcí, která mu vrátila jeho původní podobu. Znovu otevřen byl 13. května 1997 princem Willemem Alexandrem.

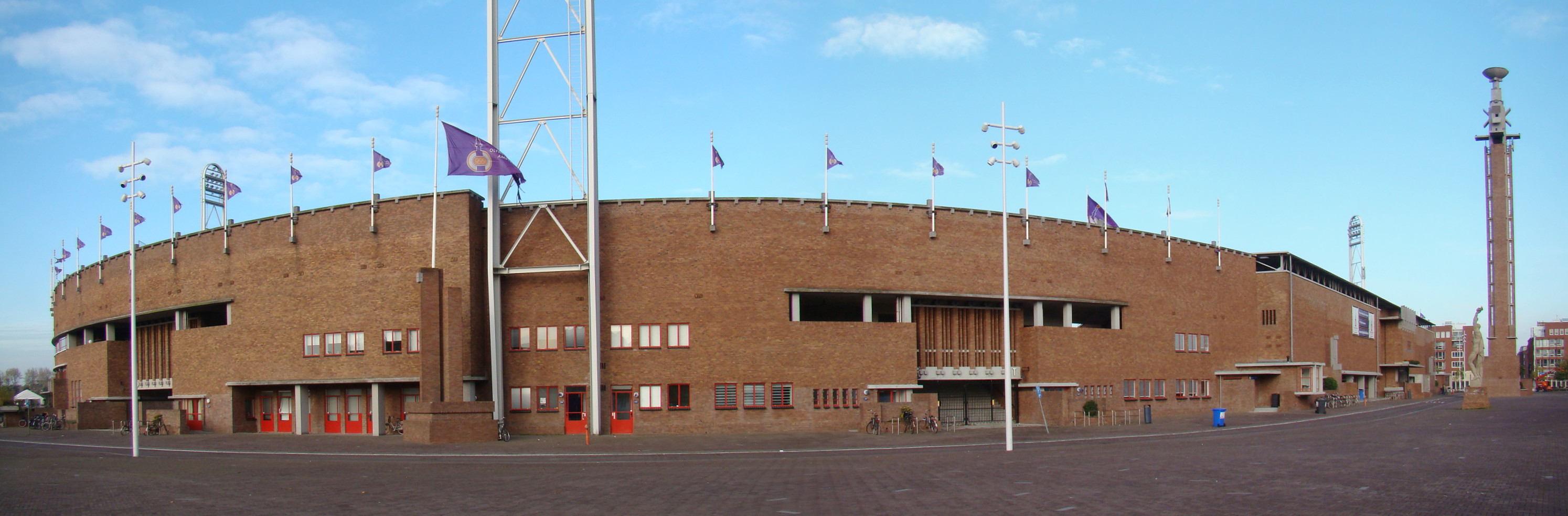
Panorama Olympijského stadionu.